# Microdigital TK EXTended
Microdigital TK EXTended (TK EXTended) је професионални рачунар, производ фирме Microdigital који је почео да се израђује у Бразилу током 1988. године.
Користио је Intel 8088-2 као централни микропроцесор а RAM меморија рачунара TK EXTended је имала капацитет од 768 KB. 
Као оперативни систем кориштен је MS DOS 3.2.

## Детаљни подаци
Детаљнији подаци о рачунару TK EXTended су дати у табели испод.
|                       |                                                                         |
| [ 1 ]                 |                                                                         |
| Произвођач            |                                                                         |
| Тип                   | професионални рачунар                                                   |
| Меморија              | 768 KB                                                                  |
| Поријекло             | Бразил                                                                  |
| Година                | 1988                                                                    |
| Тастатура             | пуни помак тастера, 86 тастера (84 тастера IBM PC-XT + 2 reset тастера) |
| Процесор              |                                                                         |
| Фреквенција процесора | 4,77 или 8                                                              |
| RAM                   | 768 KB                                                                  |
| ROM                   | 8 KB                                                                    |
| Текст                 | 80 знакова x 25 линија                                                  |
| Графика               | 320x200 (4 боје) или 640x200 (монохроматски)                            |
| Боја                  | 4                                                                       |
| Звук                  | звучник                                                                 |
| Димензије             | непознато                                                               |
| Портови               |                                                                         |
| Оперативни систем     |                                                                         |